# جنوب بخش اهافو انو
جنوب بخش اهافو انو (به لاتین: Ahafo Ano South District) یک منطقهٔ مسکونی در غنا است که در Mankranso واقع شده‌است.

## خصوصیات
جنوب بخش اهافو انو ۱٬۱۲۶ کیلومترمربع مساحت و — نفر جمعیت دارد.